# Evolution (Ayumi Hamasaki)
Evolution è un brano musicale della cantante giapponese Ayumi Hamasaki, pubblicato come suo ventesimo singolo il 31 gennaio 2001. Il brano è estratto dall'album I Am.... Il singolo è arrivato alla prima posizione della classifica Oricon dei singoli più venduti in Giappone ed ha venduto circa 500 000 copie nella prima settimana, ed un totale di circa 950.000. Inoltre, al momento della sua pubblicazione, il singolo era il terzo più scaricato in Giappone.

## Tracce
CD singolo AsiaAVCD-30203
Testi e musiche di Ayumi Hamasaki.
1. evolution "Original Mix"
2. evolution "Dub's Floor Remix Transport 004"
3. evolution "DJ REMO-CON REMIX"
4. End of the World "Laugh & Peace MIX"
5. evolution "BOOM・BASS・Ayumix"
6. evolution "Oriental Hot SPA"
7. SURREAL "nicely nice electron'00 remix"
8. evolution "Huge terrestrial birth mix"
9. evolution "LAW IS Q mix"
10. evolution "Original Mix" (Instrumental)

Durata totale: 62:02

## Classifiche
| Classifica giapponese (2001) | Posizione più alta |
| ---------------------------- | ------------------ |
| Oricon Weekly Singles Chart  | 1                  |
| Oricon Yearly Singles Chart  | 7                  |